# Bernardo Almeida
Bernardo Coelho de Almeida, mais conhecido como Bernardo Almeida (São Bernardo, 13 de junho de 1927 - São Luís, 04 de agosto de 1996) foi um poeta e cronista brasileiro. Foi membro da Academia Maranhense de Letras,ocupando a cadeira n.º 14, na sucessão de Odilon Soares. Foi presidente da Fundação Cultural do Maranhão, adido cultural do Brasil na Embaixada do Peru, e diretor da TV Difusora São Luís. 

## Obras[2]
- Luz! Mais Luz! (1954)
- A gênese do Azul (1955)
- Galeria (1961)
- A última promessa (1968)
- O Bequimão (1973)
- Éramos felizes e não sabíamos (1989)